# プラティグリオーレ氷河
プラティグリオーレ氷河（Platigliole_Glacier）は、スイスとの国境に近い北イタリアアルプスにあった氷河。  
第一次世界大戦中、白戦中の山岳戦の舞台となるまでは、イタリア・ロンバルディアとオーストリア=ハンガリー帝国の国境を成していた。
戦後、サン=ジェルマン条約により、氷河はイタリアに譲渡された。20世紀後半に氷河は分裂し、2021年までに大部分が融解し、戦争で使用された遺物が放出された。 

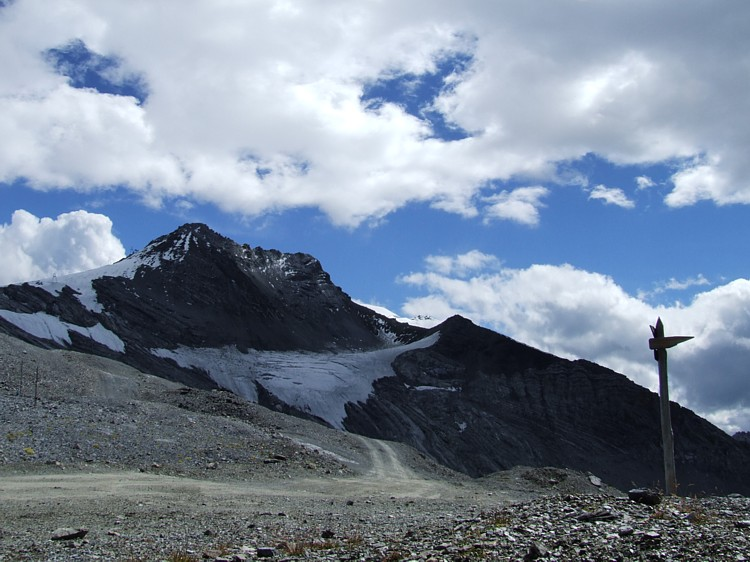
プラティグリオーレ峠

## 氷河史
プラティグリオーレ氷河は、北イタリアのステルヴィオ国立公園内にある標高2,908mの峠のプラティグリオーレ峠の近くにあった。プラティグリオーレ氷河は、ロンバルディア州ソンドリオ県にあり、トレンティーノ・アルト・アディジェ州の境目に近い。標高3,271mの山頂の北西部に位置し、現在のスイスの国境近くにあります。歴史的には、1919年のサン=ジェルマン条約が締結するまでは、この氷河はイタリア王国とオーストリア=ハンガリー帝国の境界線となっていた。その歴史的状況から、他のアルプス氷河に比べ、あまり研究はされていない 。
歴史的な地図によると、プラティグリオーレ氷河は1872年頃までトラフォイ氷河と結合していた。それにより、氷河からの水分はカルスト地形の沈没穴に消えていった。20世紀には、氷河の大きさが縮小し、4つの断片に分裂した。1954年の総氷面積は0.59㎢、1981年は0.39㎢、1990年は0.27㎢、2003年は0.17㎢であった。イタリア氷河委員会は、2006年8月31日にプラティグリオーレ氷河を氷河登録し、その座標を北緯46度30分40秒 東経10度27分14秒 / 北緯46.511度 東経10.454度座標: 北緯46度30分40秒 東経10度27分14秒 / 北緯46.511度 東経10.454度と記録した。同委員会の調査によると、氷河の最大標高は3,165m、最小標高は2,938m、全長は252mであることがわかった 。表面積は0.12㎢と記録されていたが、2007年の測定時には0.11㎢に減少していた。この氷河は、「その大部分が溶けた」と言われた2021年までに氷河の跡地となった場所には、細粒のモレーンに助けられたのか、急速に植生が回復しています。

## 第一次世界大戦

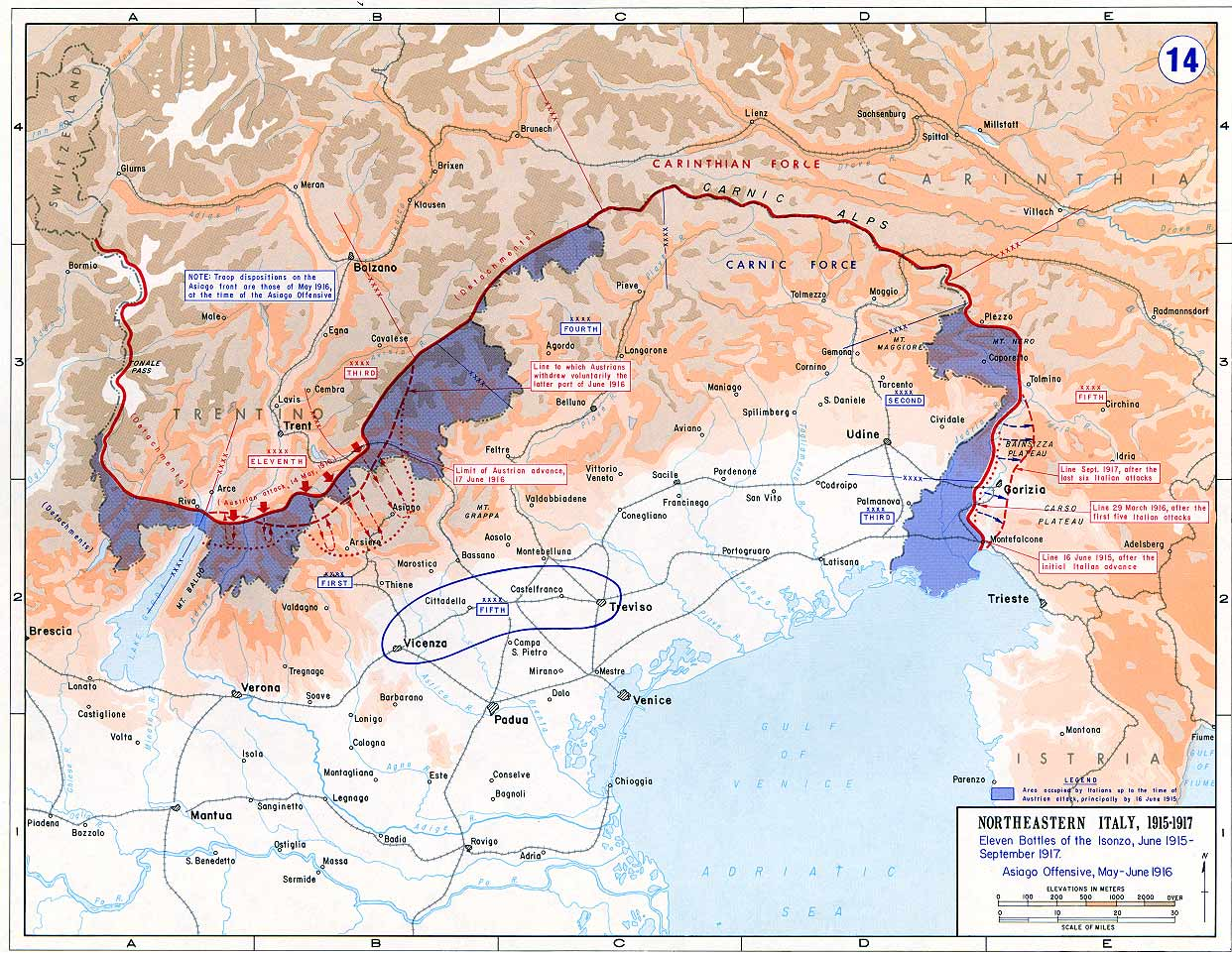
イタリア戦線(1915年-17年)の地図。プラティグリオーレ氷河はボルミオの北東、スイスとの国境に近いところにある。

第一次世界大戦中、プラティグリオーレ氷河は、いわゆるアルプス白戦の一部として、戦闘の場となった。1915年5月、イタリアが中央同盟国に宣戦布告すると、オーストリア=ハンガリー軍は、国境の高台を占拠する為に迅速に行動した。プラティグリオーレ氷河の辺境は殆どが占領されそのまま変化がなく、イタリアがオーストリア=ハンガリー軍を追い払おうとしても、実は結ばず、多大な犠牲を払うことになった。
イタリア戦線の他の場所のやり方と同様に、両側は山中に要塞と壕を建設し、プラティグリオーレ氷河では氷河に穴を開け、岩と木材で補強した。この地点では、敵味方の塹壕線は500mも離れていなかった。
氷河の融解により、戦争当時の遺物が発見され、これは気候変動がもたらしたいい結果の一つと言われている。特に、オーストリア=ハンガリー帝国の小隊用壕は、ほぼ原型を留めており、貴重な発見となった。この壕は、構造的には無傷で残っていたが、半分ほどが氷におおわれ、立ち入ることはできなかった。内容物には、戦時中に使用された紙類、衣類、干し草の寝具などが含まれていた。2020年に発見されたこの地下壕は、2021年11月、軍事史研究者によって研究されている。有機物は解凍すると直ぐに分解してしまうため、露出した遺物は速やかに回収し、保存する必要があった。また、多くの塹壕線が発見されている。